# Vesele, Luțk
Vesele (în ucraineană Веселе) este localitatea de reședință a comunei Vesele din raionul Luțk, regiunea Volînia, Ucraina.

## Demografie
Componența lingvistică a localității Vesele
     Ucraineană (98,66%)
     Rusă (1,04%)
Conform recensământului din 2001, majoritatea populației localității Vesele era vorbitoare de ucraineană (98,66%), existând în minoritate și vorbitori de rusă (1,04%).